# سبانسيري العلوية
سبانسيري العلوية رمزها «UB» (بالإنجليزية: Upper  Subansiri)‏ ، هو تقسيم إداري لدولة الهند تتبع ولاية أروناجل برديش (بالإنجليزية: Arunachal  Pradesh)‏ ، مركزها هو
مدينة دابورجو (بالإنجليزية: Daporijo)‏ عدد سكانها حسب تعداد سنة 2001 هو 54,995 ، مساحتها 7,032 كم² وكثافة السكان 8 لكل كم² .